# Žacléř (stacja kolejowa)
Žacléř – stacja kolejowa w miejscowości Žacléř, w kraju hradeckim, w Czechach. Znajduje się na wysokości 610 m n.p.m. Obecnie nie obsługuje ruchu pasażerskiego.
Jest zarządzana przez Správę železnic. Na stacji nie ma możliwości zakupu biletów, a obsługa podróżnych odbywa się w pociągu.

## Linie kolejowe
- 043 Trutnov - Žacléř